# Dupapiátra

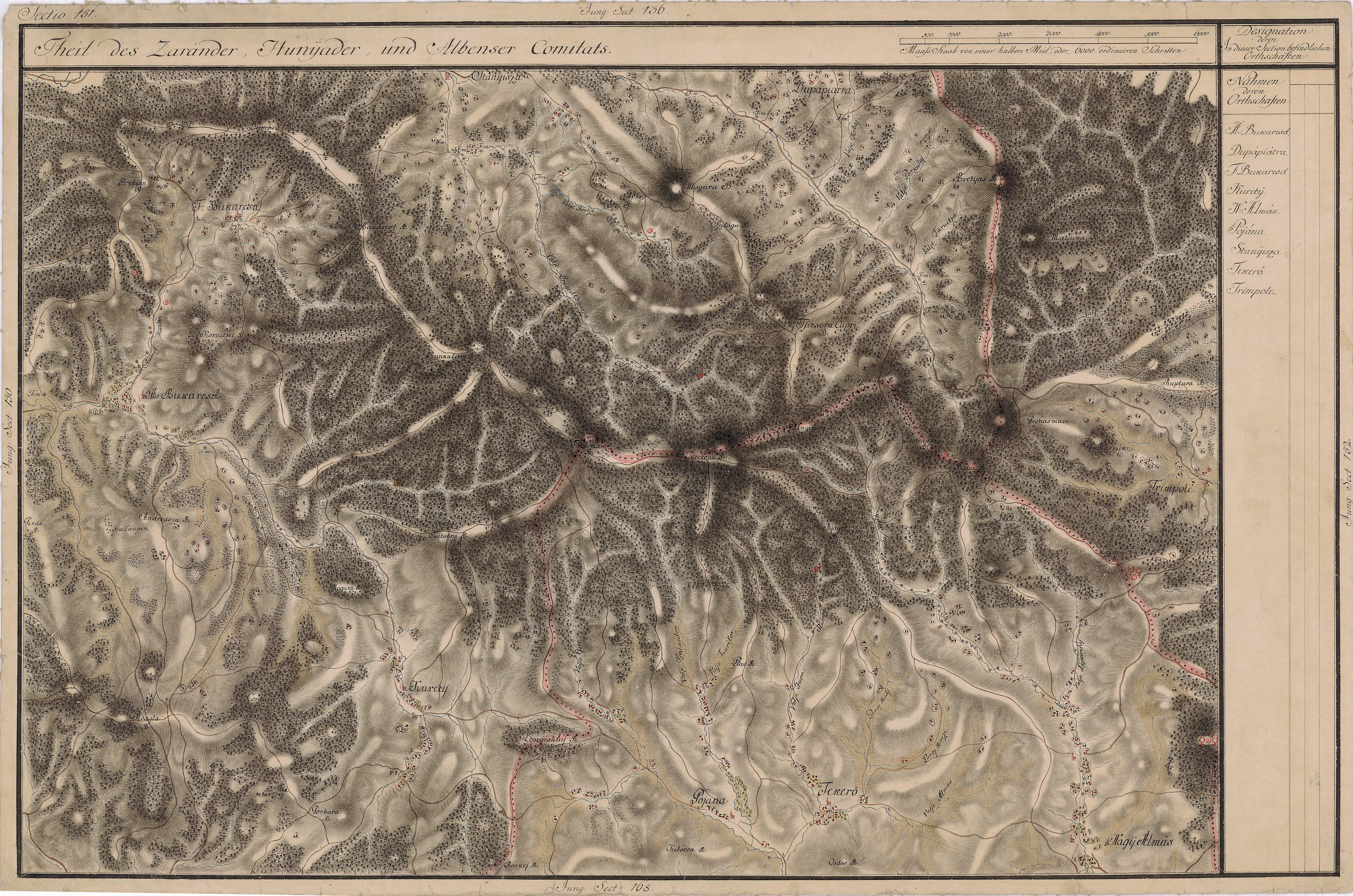
Dupapiátra egy régi térképen

Dupapiátra románul: După Piatră, falu Romániában, Erdélyben, Hunyad megyében.

## Fekvése
Abrudbányától délre fekvő település.

## Története
Dupapiátra nevét 1808-ban említette először oklevél Dupapiatra, Dupetyatra néven. 1888-ban, valamint 1913-ban ugyancsak Dupapiátra formában volt említve.
A trianoni békeszerződés előtt Hunyad vármegye Brádi járásához tartozott. 1910-ben 2240 lakosából 2200 román, 38 cigány volt. Ebből 2238 görög keleti ortodox volt.